# فيدالفا
فيدالبا، (بالإنجليزية: Viddalba)‏، (سردينيا: Vidda 'ècchja)، هي بلدية في مقاطعة ساساري، في المنطقة الإيطالية سردينيا، وتقع على بعد حوالي 190 كم (120 ميل) شمال كالياري، وحوالي 35 كم (22 ميل) شمال شرق ساساري.

## السكان
في سنة 1861 بلغ عدد السكان 672 نسمة، وتطور العدد ليصل في سنة 2011 لـ 1٬694 نسمة.
يظهر هذا المخطط البياني تطور النمو السكاني لـ فيدالفا